# الغذاء في ألمانيا المحتلة

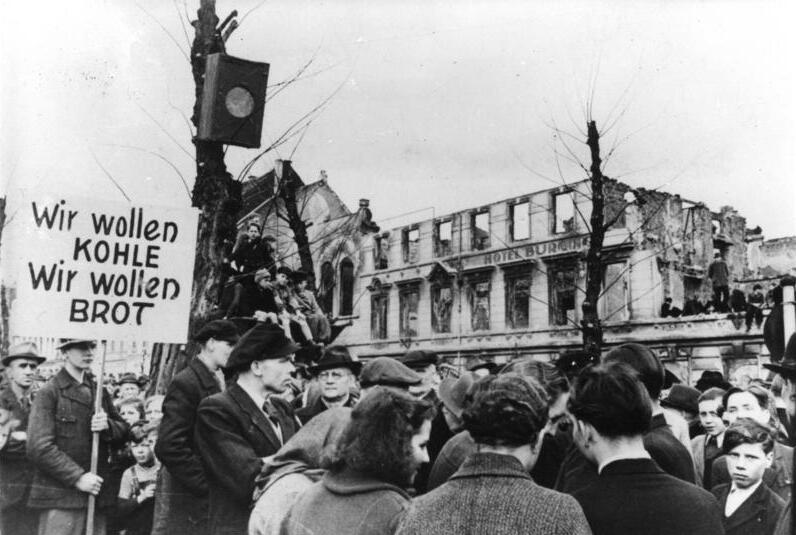

تشير السياسة الغذائية الأمريكية في ألمانيا المحتلة إلى سياسات الإمدادات الغذائية التي سنتها الولايات المتحدة، وإلى حد ما حلفائها المعتمدين، في مناطق الاحتلال الغربي بألمانيا في العامين الأولين من احتلال ألمانيا الغربية لمدة 10 سنوات في أعقاب الحرب العالمية الثانية.

## خلفية
قبل فترة وجيزة من اندلاع الحرب العالمية الثانية، قامت الحكومة الألمانية بتطبيق نظام التقنين الذي أدى إلى تقييد توفر الغذاء. حدثت حالات نقص عرضي من الطعام خلال الحرب، وتم تطوير سوق سوداء. ومع ذلك، كانت الإمدادات كافية بشكل عام، خاصة بالمقارنة مع الوضع في بعض الدول الأوروبية الأخرى. جزئيا، كان هذا بسبب الاستغلال الوحشي للدول المحتلة من قبل الحكومة الألمانية. وشملت هذه السياسات «خطة الجوع»، التي أدت إلى وفاة ملايين الأشخاص في المناطق التي تحتلها ألمانيا في الاتحاد السوفيتي عندما تم إعادة توجيه الإمدادات الغذائية إلى ألمانيا والوحدات العسكرية الألمانية العاملة في الاتحاد السوفييتي. كما شكلت الحصص الغذائية غير الكافية جزءًا من الهولوكوست، مما أسفر عن عشرات الآلاف من الوفيات في وارسو وحدها ، وتم تجويع حوالي مليوني أسير حرب سوفيتي حتى الموت على يد القوات الألمانية في شتاء عام 1941/42.